# Mata de São João
Der Ort Mata de São João befindet sich im gleichnamigen Bezirk (Municipio) im Bundesstaat Bahia in Brasilien.
Der Ort Mata de São João wurde bereits im Jahre 1549, kurz nach der Eroberung Brasiliens gegründet als der Comte von Tomé de Souza Brasilien erreichte und den Edelmann Garcia D’Ávila mitbrachte, der später der Eigentümer vieler Ländereien dieser Küste werden sollte. Es war Garcia D’Ávila der 1551 eine Burg konstruieren ließ Casa da Torre oder auch Castelo Garcia D’Ávila, welche ihren Platz auf dem höchsten Punkt der bahianischen Nordküste erhielt, in der Bucht von Tatuapara, die man heute besser als Ferienort Praia do Forte kennt. Dieser Ort hatte eine große Bedeutung für die portugiesische Kolonialstrategie im Norden von Salvador da Bahia.

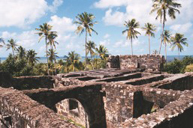
Torre da Casa Garcia d’Avila in der Nähe von Praia do Forte

Im Jahr 2000 lebten in Mata de São João 24.965 Menschen.
Zu dem Municipio gehören auch die Strandorte
- Praia do Forte
- Imbassaí
- Porto do Sauípe